# Рагби клуб Рудар (Станари)
Рагби клуб Рудар је рагби клуб из Станара, Град Добој. Оснивач и тренер клуба је Василије Зеленковић. Клуб своје утакмице игре на стадиону у Станарима. Најмлађи је рагби клуб у Републици Српској.

## Историја
Прву званичну утакмицу клуб је одиграо 6. април 2013. године, у склопу првог кола прве лиге Српске, а противник је био бањалучки рагби клуб Бијели зечеви. Клуб се такмичи у првој лиги Српске и у другој лиги Србије.